# Município de Howland (condado de Trumbull, Ohio)
O município de Howland (em inglês: Howland Township) é um município localizado no condado de Trumbull no estado estadounidense de Ohio. No ano de 2010 tinha uma população de 19.106 habitantes e uma densidade populacional de 417,67 pessoas por km².

## Geografia
O município de Howland encontra-se localizado nas coordenadas 41° 14′ 18″ N, 80° 45′ 07″ O. Segundo a Departamento do Censo dos Estados Unidos, o município tem uma superfície total de 45.74 km², da qual 45.74 km² correspondem a terra firme e (0%) 0 km² é água.

## Demografia
Segundo o censo de 2010, tinha 19.106 habitantes residindo no município de Howland. A densidade populacional era de 417,67 hab./km². Dos 19.106 habitantes, o município de Howland estava composto pelo 93.48% brancos, o 3.44% eram afroamericanos, o 0.17% eram amerindios, o 1.4% eram asiáticos, o 0.01% eram insulares do Pacífico, o 0.35% eram de outras raças e o 1.15% pertenciam a dois ou mais raças. Do total da população o 1.4% eram hispanos ou latinos de qualquer raça.